# Taça de Portugal 2011/12
Die Taça de Portugal 2011/12 war die 72. Austragung des portugiesischen Pokalwettbewerbs. Er wurde vom portugiesischen Fußballverband ausgetragen. Pokalsieger wurde Académica de Coimbra, das sich im Finale gegen Sporting Lissabon durchsetzte. Académica qualifizierte sich mit dem Sieg für die Gruppenphase der UEFA Europa League 2012/13.
Das Halbfinale wurden in Hin- und Rückspiel ausgetragen. Alle anderen Begegnungen wurden in einem Spiel entschieden. Bei unentschiedenem Ausgang wurde das Spiel um zweimal 15 Minuten verlängert, und wenn nötig im anschließenden Elfmeterschießen entschieden.

## Teilnehmende Teams
| Primeira Liga (16) | Primeira Liga (16) | Liga Orangina (16) | Liga Orangina (16) |
| --- | --- | --- | --- |
| - Académica de Coimbra - SC Beira-Mar - Benfica Lissabon - Sporting Braga - CD Feirense - Nacional Funchal - Marítimo Funchal - Gil Vicente FC | - SC Olhanense - FC Paços de Ferreira - FC Porto - Rio Ave FC - Sporting Lissabon - União Leiria - Vitória Guimarães - Vitória Setúbal | - FC Arouca - Atlético CP - Belenenses Lissabon - SC Covilhã - Desportivo Aves - GD Estoril Praia - SC Freamunde - Leixões SC | - Moreirense FC - Naval 1º de Maio - UD Oliveirense - FC Penafiel - Portimonense SC - CD Santa Clara - CD Trofense - União Madeira |
| Segunda Divisão (46) | | | |
| - Amarante FC - Anadia FC - SC Angrense * - Caldas SC - AD Camacha - AD Carregado - GD Chaves - CD Cinfães - SC Coimbrões * - SU 1º Dezembro * - SC Espinho - AD Fafe * | - FC Famalicão - CD Fátima - Gondomar SC * - Juventude Évora - AD Limianos - Aliados FC Lordelo - Louletano DC - AD Lousada - CA Macedo de Cavaleiros - FC Madalena - CD Mafra * - Merelinense FC * | - SC Mirandela - GDR Monsanto * - Moura AC - Oliveira do Bairro SC - AD Oliveirense - CD Operário - Clube Oriental de Lisboa - Padroense FC - USC Paredes - CD Pinhalnovense * - Atlético Reguengos | - CD Ribeira Brava - GD Ribeirão - SC São João de Ver * - Sertanense FC - FC Tirsense * - CD Tondela - SC União Torreense - GD Tourizense - Varzim SC - Estrela Vendas Novas - FC Vizela |
| Terceira Divisão (93) | | | |
| - Académico de Viseu FC * - Águia CD - SC Alba - GC Alcobaça - GD Alcochetense - SC Mineiro Aljustrelense - FC Alpendorada - FC Amares - CF Andorinha - AA Avanca - ADCR Bairro da Argentina - GD Fabril do Barreiro - Associação Beneditense CD - CF Benfica - Benfica e Castelo Branco - SCE Bombarralense - GD Bragança - SC Bustelo - GDR Canas Senhorim - CD Candal - CSD Câmara de Lobos - SL Cartaxo - Cruzado Canicense - Casa Pia AC | - CD Cerveira - FC Cesarense - FC Crato - Despertar SC - Eléctrico Ponte de Sor - O Elvas CAD - CF Esperança Lagos * - AD Esposende - Estrela Calheta - CF Fão - SC Farense - Fayal SC - AD Grijó - SC Guadalupe - SC Ideal - 1º de Maio Funchal - FC Infesta - GD Joane * - GD Lagoa - SC Lamego - Leça FC - SC Lusitânia - AD Machico - SC Maria da Fonte | - FC Marinhas * - AC Marinhense - SC Mêda - SC Melgacense - Olímpico Montijo - AD Nogueirense - AD Oeiras * - GD de Oliveira de Frades * - FC Oliveira Hospital - FC Pampilhosa - SC Penalva Castelo - GD Peniche - CA Pêro Pinheiro * - GD Pescadores - Sporting Pombal - AD Pontassolense - AD Porto da Cruz - CD Portosantense - SC Praiense - Prainha FC - CDR Quarteirense - Real SC Queluz - Rebordosa AC | - Redondense FC - Atlético Riachense - SG Sacavenense - UD Sampedrense * - AD Sanjoanense - UD Santana - Santiago FC - GD Sesimbra * - Boavista São Mateus - Santa Maria FC - GD Serzedelo - GD Sourense - Sport União Sintrense - UD Tocha - União Messinense - União Micaelense - União de Montemor - União Sousense - AD Valecambrense - SC Vianense - AC Vila Meã - SC Vila Real - Vilaverdense FC |

## 1. Runde
Teilnehmer waren 46 Vereine aus der drittklassigen Segunda Divisão und 94 Vereine aus der Terceira Divisão. Davon erhielten insgesamt 20 Vereine ein Freilos. Reservemannschaften von Profiklubs waren nicht teilnahmeberechtigt.
| Datum      |                          | Ergebnis               |                           |
| ---------- | ------------------------ | ---------------------- | ------------------------- |
| 27.08.2011 | SC Guadalupe             | 0:1                    | SC Lamego                 |
| 27.08.2011 | AC Marinhense            | 0:3                    | AA Avanca                 |
| 27.08.2011 | União Sousense           | 3:1                    | SC Alba                   |
| 28.08.2011 | Boavista São Mateus      | 0:1                    | Redondense FC             |
| 28.08.2011 | União Micaelense         | 0:3                    | CSD Câmara de Lobos       |
| 28.08.2011 | União de Montemor        | 2:3                    | CDR Quarteirense          |
| 28.08.2011 | AD Sanjoanense           | 1:0                    | FC Cesarense              |
| 28.08.2011 | GD Serzedelo             | 1:0                    | FC Alpendorada            |
| 28.08.2011 | AD Grijó                 | 0:2                    | Moura AC                  |
| 28.08.2011 | SG Sacavenense           | 2:1                    | AD Porto da Cruz          |
| 28.08.2011 | FC Oliveira Hospital     | 0:1                    | SC Mirandela              |
| 28.08.2011 | UD Tocha                 | 1:2                    | GD Tourizense             |
| 28.08.2011 | CD Portosantense         | 2:1                    | CF Benfica                |
| 28.08.2011 | Padroense FC             | 2:1                    | O Elvas CAD               |
| 28.08.2011 | União Messinense         | 1:2                    | Juventude Évora           |
| 28.08.2011 | SC Ideal                 | 2:0                    | Fayal SC                  |
| 28.08.2011 | GD Chaves                | 7:0                    | GDR Canas Senhorim        |
| 28.08.2011 | SC Melgacense            | 1:1 n. V. (3:4 i. E.)  | GD Sourense               |
| 28.08.2011 | SC Bustelo               | 0:3                    | SC União Torreense        |
| 28.08.2011 | Casa Pia AC              | 2:0                    | CD Cerveira               |
| 28.08.2011 | CD Cinfães               | 2:1                    | SC Vianense               |
| 28.08.2011 | AD Pontassolense         | 0:0 n. V. (5:3 i. E.)  | GD Ribeirão               |
| 28.08.2011 | FC Infesta               | 2:0                    | Real SC Queluz            |
| 28.08.2011 | Sport União Sintrense    | 0:2                    | Estrela Vendas Novas      |
| 28.08.2011 | CD Operário              | 2:0                    | Louletano DC              |
| 28.08.2011 | AC Vila Meã              | 3:2                    | AD Oliveirense            |
| 28.08.2011 | AD Camacha               | 0:1 n. V.              | CD Ribeira Brava          |
| 28.08.2011 | SC Lusitânia             | 0:1                    | Anadia FC                 |
| 28.08.2011 | FC Famalicão             | 3:0                    | Cruzado Canicense         |
| 28.08.2011 | Leça FC                  | 2:0                    | Vilaverdense FC           |
| 28.08.2011 | CD Fátima                | 0:3                    | FC Pampilhosa             |
| 28.08.2011 | SL Cartaxo               | 1:2                    | Clube Oriental de Lisboa  |
| 28.08.2011 | SC Penalva Castelo       | 3:0                    | Prainha FC                |
| 28.08.2011 | ADCR Bairro da Argentina | 2:2 n. V. (3:2 i. E.)  | Atlético Reguengos        |
| 28.08.2011 | SC Praiense              | 1:3                    | Associação Beneditense CD |
| 28.08.2011 | FC Vizela                | 4:1                    | Despertar SC              |
| 28.08.2011 | CF Fão                   | 0:4                    | CA Macedo de Cavaleiros   |
| 28.08.2011 | Olímpico Montijo         | 1:5                    | USC Paredes               |
| 28.08.2011 | FC Amares                | 1:0                    | GD Peniche                |
| 28.08.2011 | GD Fabril do Barreiro    | 2:0                    | Atlético Riachense        |
| 28.08.2011 | AD Machico               | 1:1 n. V. (5:3 i. E.)  | Varzim SC                 |
| 28.08.2011 | GD Bragança              | 2:2 n. V. (9:10 i. E.) | Sporting Pombal           |
| 28.08.2011 | SC Mineiro Aljustrelense | 2:0                    | CF Andorinha              |
| 28.08.2011 | UD Santana               | 0:0 n. V. (2:3 i. E.)  | Estrela Calheta           |
| 28.08.2011 | Sertanense FC            | 1:0                    | AD Nogueirense            |
| 28.08.2011 | AD Carregado             | 4:0                    | CF Caniçal                |
| 28.08.2011 | Oliveira do Bairro SC    | 1:1 n. V. (9:10 i. E.) | Rebordosa AC              |
| 28.08.2011 | SC Maria da Fonte        | 1:2 n. V.              | Benfica e Castelo Branco  |
| 28.08.2011 | GC Alcobaça              | 4:5 n. V.              | CD Tondela                |
| 28.08.2011 | Aliados FC Lordelo       | 1:2 n. V.              | AD Lousada                |
| 28.08.2011 | 1º de Maio Funchal       | 0:1                    | SC Vila Real              |
| 28.08.2011 | Caldas SC                | 3:0                    | SC Farense                |
| 28.08.2011 | Eléctrico Ponte de Sor   | 4:0                    | AD Limianos               |
| 28.08.2011 | Santa Maria FC           | 6:0                    | FC Crato                  |
| 28.08.2011 | AD Valecambrense         | 2:3 n. V.              | AD Esposende              |
| 28.08.2011 | Amarante FC              | 6:0                    | Santiago FC               |
| 28.08.2011 | SC Mêda                  | 0:1                    | GD Pescadores             |
| 28.08.2011 | FC Madalena              | 1:3                    | SC Espinho                |
| 28.08.2011 | GD Alcochetense          | 6:2                    | SCE Bombarralense         |
| 28.08.2011 | GD Lagoa                 | 2:1                    | Águia CD                  |

## 2. Runde
Zu den 80 qualifizierten Teams aus der 1. Runde kamen die 16 Vereine aus der zweitklassigen Liga Orangina.
| Datum      |                           | Ergebnis              |                          |
| ---------- | ------------------------- | --------------------- | ------------------------ |
| 10.09.2011 | SC Coimbrões              | 3:1                   | GD de Oliveira de Frades |
| 11.09.2011 | ADCR Bairro da Argentina  | 1:3 n. V.             | AC Vila Meã              |
| 11.09.2011 | SC Penalva Castelo        | 2:3 n. V.             | GD Alcochetense          |
| 11.09.2011 | Associação Beneditense CD | 0:1                   | UD Sampedrense           |
| 11.09.2011 | GD Sourense               | 0:3                   | Portimonense SC          |
| 11.09.2011 | GD Chaves                 | 3:0                   | AD Sanjoanense           |
| 11.09.2011 | Anadia FC                 | 2:2 n. V. (4:3 i. E.) | Amarante FC              |
| 11.09.2011 | Belenenses Lissabon       | 5:1                   | AD Esposende             |
| 11.09.2011 | Rebordosa AC              | 0:6                   | FC Penafiel              |
| 11.09.2011 | SC Espinho                | 4:0                   | CSD Câmara de Lobos      |
| 11.09.2011 | FC Arouca                 | 1:2                   | Leixões SC               |
| 11.09.2011 | AD Oeiras                 | 0:0 n. V. (1:2 i. E.) | Clube Oriental de Lisboa |
| 11.09.2011 | Redondense FC             | 1:5                   | GDR Monsanto             |
| 11.09.2011 | Leça FC                   | 0:2                   | CA Pêro Pinheiro         |
| 11.09.2011 | FC Tirsense               | 2:1                   | CD Santa Clara           |
| 11.09.2011 | GD Fabril do Barreiro     | 1:3 n. V.             | AD Fafe                  |
| 11.09.2011 | SC Mineiro Aljustrelense  | 2:0                   | Estrela Calheta          |
| 11.09.2011 | SC Mirandela              | 4:2                   | Sertanense FC            |
| 11.09.2011 | GD Tourizense             | 1:4                   | SC São João de Ver       |
| 11.09.2011 | Estrela Vendas Novas      | 0:2                   | Desportivo Aves          |
| 11.09.2011 | Sporting Pombal           | 2:0                   | USC Paredes              |
| 11.09.2011 | SC Covilhã                | 4:0                   | Caldas SC                |
| 11.09.2011 | GD Sesimbra               | 0:1                   | Gondomar SC              |
| 11.09.2011 | Atlético CP               | 0:0 n. V. (3:4 i. E.) | CA Macedo de Cavaleiros  |
| 11.09.2011 | SG Sacavenense            | 0:2                   | GD Estoril Praia         |
| 11.09.2011 | Moura AC                  | 2:1                   | CD Cinfães               |
| 11.09.2011 | CD Trofense               | 1:0                   | CDR Quarteirense         |
| 11.09.2011 | União Sousense            | 1:1 n. V. (4:2 i. E.) | CD Mafra                 |
| 11.09.2011 | SU 1º Dezembro            | 1:1 n. V. (5:4 i. E.) | CD Operário              |
| 11.09.2011 | CD Tondela                | 1:0                   | Eléctrico Ponte de Sor   |
| 11.09.2011 | FC Marinhas               | 1:1 n. V. (3:4 i. E.) | SC Lamego                |
| 11.09.2011 | CF Esperança Lagos        | 1:0                   | GD Serzedelo             |
| 11.09.2011 | Santa Maria FC            | 1:0                   | Padroense FC             |
| 11.09.2011 | SC Vila Real              | 0:2                   | SC União Torreense       |
| 11.09.2011 | FC Vizela                 | 2:0                   | AA Avanca                |
| 11.09.2011 | GD Lagoa                  | 1:1 n. V. (2:4 i. E.) | AD Lousada               |
| 11.09.2011 | Juventude Évora           | 2:1 n. V.             | AD Carregado             |
| 11.09.2011 | GD Pescadores             | 0:1                   | CD Ribeira Brava         |
| 11.09.2011 | UD Oliveirense            | 5:2                   | Académico de Viseu FC    |
| 11.09.2011 | CD Portosantense          | 1:0                   | Casa Pia AC              |
| 11.09.2011 | Naval 1º de Maio          | 3:1                   | SC Freamunde             |
| 11.09.2011 | Merelinense FC            | 3:3 n. V. (4:2 i. E.) | SC Angrense              |
| 11.09.2011 | AD Pontassolense          | 1:0                   | CD Pinhalnovense         |
| 11.09.2011 | SC Ideal                  | 2:3                   | GD Joane                 |
| 11.09.2011 | AD Machico                | 1:2                   | FC Infesta               |
| 11.09.2011 | União Madeira             | 0:0 n. V. (6:7 i. E.) | FC Famalicão             |
| 11.09.2011 | Moreirense FC             | 3:2 n. V.             | Benfica e Castelo Branco |
| 09.11.2011 | FC Pampilhosa             | 2:1 n. V.             | FC Amares                |

## 3. Runde
Zu den 48 qualifizierten Teams aus der 2. Runde kamen die 16 Vereine der Primera Liga hinzu.
| Datum      |                         | Ergebnis              |                          |
| ---------- | ----------------------- | --------------------- | ------------------------ |
| 14.10.2011 | Portimonense SC         | 0:2                   | Benfica Lissabon         |
| 15.10.2011 | CA Pêro Pinheiro        | 0:8                   | FC Porto                 |
| 15.10.2011 | SC Beira-Mar            | 0:1                   | Marítimo Funchal         |
| 15.10.2011 | SU 1º Dezembro          | 1:3                   | Sporting Braga           |
| 15.10.2011 | SC União Torreense      | 1:0                   | Gil Vicente FC           |
| 15.10.2011 | FC Famalicão            | 0:2                   | Sporting Lissabon        |
| 16.10.2011 | SC Espinho              | 1:1 n. V. (2:4 i. E.) | SC São João de Ver       |
| 16.10.2011 | Leixões SC              | 1:0                   | SC Mineiro Aljustrelense |
| 16.10.2011 | CD Portosantense        | 0:2                   | CD Ribeira Brava         |
| 16.10.2011 | Anadia FC               | 2:3 n. V.             | CD Tondela               |
| 16.10.2011 | AD Lousada              | 1:0 n. V.             | SC Coimbrões             |
| 16.10.2011 | Moreirense FC           | 3:1                   | AD Pontassolense         |
| 16.10.2011 | FC Penafiel             | 4:2                   | Merelinense FC           |
| 16.10.2011 | Sporting Pombal         | 1:7                   | UD Oliveirense           |
| 16.10.2011 | Juventude Évora         | 2:0                   | CF Esperança Lagos       |
| 16.10.2011 | FC Vizela               | 2:2 n. V. (3:1 i. E.) | AD Fafe                  |
| 16.10.2011 | GD Joane                | 0:1                   | Gondomar SC              |
| 16.10.2011 | SC Mirandela            | 1:0                   | Vitória Setúbal          |
| 16.10.2011 | GD Alcochetense         | 2:1                   | União Leiria             |
| 16.10.2011 | Santa Maria FC          | 1:1 n. V. (3:1 i. E.) | GDR Monsanto             |
| 16.10.2011 | CD Feirense             | 0:1                   | Nacional Funchal         |
| 16.10.2011 | FC Tirsense             | 3:1                   | UD Sampedrense           |
| 16.10.2011 | SC Lamego               | 1:4                   | SC Covilhã               |
| 16.10.2011 | Desportivo Aves         | 4:0                   | FC Infesta               |
| 16.10.2011 | CA Macedo de Cavaleiros | 1:1 n. V. (2:4 i. E.) | Naval 1º de Maio         |
| 16.10.2011 | Académica de Coimbra    | 1:0                   | Clube Oriental de Lisboa |
| 16.10.2011 | CD Trofense             | 1:2 n. V.             | Belenenses Lissabon      |
| 16.10.2011 | FC Paços de Ferreira    | 1:0                   | GD Chaves                |
| 16.10.2011 | Vitória Guimarães       | 2:1 n. V.             | Moura AC                 |
| 16.10.2011 | Rio Ave FC              | 5:2 n. V.             | União Sousense           |
| 16.10.2011 | GD Estoril Praia        | 3:1                   | AC Vila Meã              |
| 13.11.2011 | FC Pampilhosa           | 0:3                   | SC Olhanense             |

## 4. Runde
| Datum      |                      | Ergebnis              |                    |
| ---------- | -------------------- | --------------------- | ------------------ |
| 18.11.2011 | Naval 1º de Maio     | 0:1                   | Benfica Lissabon   |
| 19.11.2011 | Moreirense FC        | 7:1                   | AD Lousada         |
| 19.11.2011 | Académica de Coimbra | 3:0                   | FC Porto           |
| 20.11.2011 | SC Mirandela         | 1:1 n. V. (5:4 i. E.) | Gondomar SC        |
| 20.11.2011 | SC São João de Ver   | 0:3                   | FC Tirsense        |
| 20.11.2011 | GD Alcochetense      | 0:0 n. V. (2:4 i. E.) | SC Olhanense       |
| 20.11.2011 | CD Ribeira Brava     | 0:0 n. V. (5:4 i. E.) | SC Covilhã         |
| 20.11.2011 | CD Tondela           | 0:1                   | UD Oliveirense     |
| 20.11.2011 | Leixões SC           | 1:0                   | Santa Maria FC     |
| 20.11.2011 | Juventude Évora      | 0:1                   | Marítimo Funchal   |
| 20.11.2011 | GD Estoril Praia     | 2:1 n. V.             | FC Penafiel        |
| 20.11.2011 | Rio Ave FC           | 2:3 n. V.             | SC União Torreense |
| 20.11.2011 | Belenenses Lissabon  | 2:0                   | FC Vizela          |
| 20.11.2011 | FC Paços de Ferreira | 2:2 n. V. (4:5 i. E.) | Nacional Funchal   |
| 20.11.2011 | Desportivo Aves      | 0:0 n. V. (3:2 i. E.) | Vitória Guimarães  |
| 20.11.2011 | Sporting Lissabon    | 2:0                   | Sporting Braga     |

## Achtelfinale
| Datum      |                   | Ergebnis              |                      |
| ---------- | ----------------- | --------------------- | -------------------- |
| 01.12.2011 | Moreirense FC     | 2:1                   | SC União Torreense   |
| 02.12.2011 | Marítimo Funchal  | 2:1                   | Benfica Lissabon     |
| 03.12.2011 | GD Estoril Praia  | 2:2 n. V. (2:4 i. E.) | SC Olhanense         |
| 04.12.2011 | SC Mirandela      | 1:1 n. V. (3:4 i. E.) | UD Oliveirense       |
| 04.12.2011 | FC Tirsense       | 0:0 n. V. (3:4 i. E.) | Nacional Funchal     |
| 04.12.2011 | Desportivo Aves   | 2:1 n. V.             | CD Ribeira Brava     |
| 04.12.2011 | Leixões SC        | 2:5 n. V.             | Académica de Coimbra |
| 05.12.2011 | Sporting Lissabon | 2:0                   | Belenenses Lissabon  |

## Viertelfinale
| Datum      |                      | Ergebnis              |                  |
| ---------- | -------------------- | --------------------- | ---------------- |
| 21.12.2011 | Académica de Coimbra | 3:2                   | Desportivo Aves  |
| 22.12.2011 | UD Oliveirense       | 2:1                   | SC Olhanense     |
| 22.12.2011 | Sporting Lissabon    | 3:0                   | Marítimo Funchal |
| 23.12.2011 | Moreirense FC        | 2:2 n. V. (5:6 i. E.) | Nacional Funchal |

## Halbfinale
| Datum                   |                      | Gesamt |                  | Hinspiel | Rückspiel |
| ----------------------- | -------------------- | ------ | ---------------- | -------- | --------- |
| 11.01.2012 / 08.02.2012 | Sporting Lissabon    | 5:3    | Nacional Funchal | 2:2      | 3:1       |
| 12.01.2012 / 07.02.2012 | Académica de Coimbra | 3:2    | UD Oliveirense   | 1:0      | 2:2       |

## Finale
| Paarung              | Sporting Lissabon – Académica de Coimbra |
| Ergebnis             | 0:1 (0:1) |
| Datum                | 20. Mai 2012 um 17:00 Uhr |
| Stadion              | Estádio Nacional, Oeiras |
| Zuschauer            | 37.522 |
| Schiedsrichter       | Paulo Baptista |
| Tore                 | 0:1 Marinho (4.) |
| Sporting Lissabon    | Rui Patrício – João Pereira, Ânderson Polga , Oguchi Onyewu, Emiliano Insúa (69. André Martins) – Stijn Schaars, Elias (46. Marat Ismailow), Matías Fernández (77. Jeffrén Suárez) – André Carrillo, Diego Capel, Ricky van Wolfswinkel Cheftrainer: Ricardo Sá Pinto |
| Académica de Coimbra | Ricardo Nunes – Cédric Soares, Abdoulaye Ba, João Real, Hélder Cabral – Diogo Melo (80. Danilo Rocha), Adrien Silva, David Simão (69. Flávio Ferreira) – Marinho (90.+1' Rui Miguel), Diogo Valente, Edinho Cheftrainer: Pedro Emanuel                                |
| Gelbe Karten         | João Pereira, Elias, Emiliano Insúa, Stijn Schaars – Diogo Melo, Cédric Soares, David Simão |